# ريوسوكي إيشيدا
ريوسوكي إيشيدا (باليابانية: 石田 良輔) (4 يوليو 1989 في إباراكي في اليابان – )؛ هو لاعب كرة قدم سابق كان يلعب كحارس مرمى.

## وصلات خارجية
- ريوسوكي إيشيدا على موقع قاعدة بيانات كرة القدم.إي يو (الإنجليزية)
- ريوسوكي إيشيدا على موقع Soccerway.com (الإنجليزية)
- ريوسوكي إيشيدا على موقع عالم كرة القدم.نت (الإنجليزية)